# James Liu Tan-kuei
James Liu Tan-kuei (chiń. 劉丹桂; pinyin Liú Dānguì; ur. 11 czerwca 1953 w Dongshi) – tajwański duchowny rzymskokatolicki, w latach 2004–2005 biskup Xinzhu.

## Życiorys
Święcenia kapłańskie przyjął 12 listopada 1981. 18 maja 1999 został prekonizowany biskupem pomocniczym Tajpej ze stolicą tytularną Accia. Sakrę biskupią otrzymał 14 sierpnia 1999. 4 grudnia 2004 został mianowany biskupem Xinzhu. 30 maja 2005 zrezygnował z urzędu.